# 堺市立金岡北中学校
堺市立金岡北中学校（さかいしりつ かなおかきたちゅうがっこう）は、大阪府堺市北区にある公立中学校。
学制改革と同時の1947年に、堺市（当時の市域）で最初の市立中学校の9校のうちのひとつとして創立した。1970年代には校区内の住宅開発により、当時3学年で72学級・生徒数3000人を越えて「世界一のマンモス校」（学校公式サイトより）といわれるほど生徒数が激増し、過大な学校規模は国会でも取り上げられている。その後学校分離や少子化などにより、2000年代には中規模校に落ち着いている。

## 沿革
- 1947年4月1日 - 堺市立第九中学校として開校。当初は堺市立金岡小学校の元分校校舎を転用。
- 1949年 - 現在地へ移転。
- 1950年4月1日 - 堺市立金岡中学校と改称。
- 1963年5月20日 - 講堂兼体育館落成。
- 1972年6月20日 - プール竣工。
- 1977年4月1日 - 堺市立金岡北中学校と改称。堺市立金岡南中学校を分離。
- 1978年4月1日 - 堺市立五箇荘中学校を分離。
- 1981年4月1日 - 堺市立大泉中学校を分離。

## 通学区域
- 堺市立新金岡小学校・堺市立新金岡東小学校・堺市立光竜寺小学校の通学区域。

## 著名な出身者
- 寺本勲 - 声優
- 森田哲矢（さらば青春の光） - お笑い芸人
- 野口ヒデト(真木ひでと）－歌手
- 西畑大吾 - アイドル

## 交通
- Osaka Metro御堂筋線 新金岡駅 北西へ約700m。